# Wadim Gennadjewitsch Jeremejew

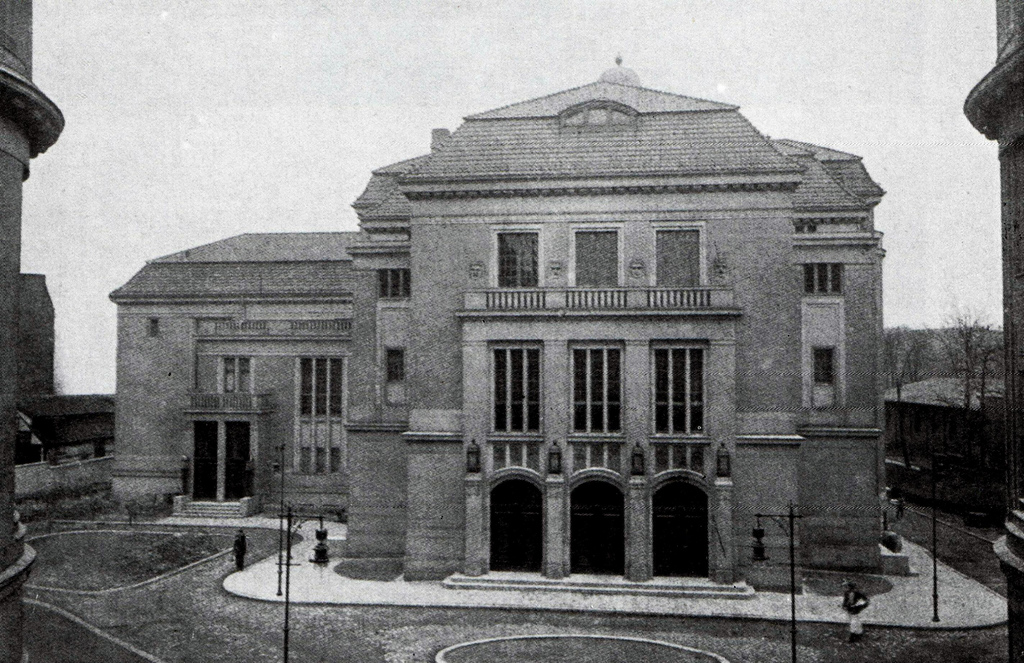
Die ehemalige Stadthalle von Königsberg

Wadim Gennadjewitsch Jeremejew (russisch Вадим Геннадьевич Еремеев, wiss. Transliteration Vadim Eremeev; * 1938 in der Oblast Nowosibirsk) ist ein russischer Architekt.

## Kurzbiografie
Jeremejew studierte 1961 an der Staatlichen Technischen Universität des Uralgebiets in Swerdlowsk und war von 1963 bis 1988 Leiter des Kaliningradgrazhdanproekt. Er setzte sich lange Jahre erfolglos für die Rekonstruktion des Königsberger Schlosses und der Krönungskirche ein, deren Ruinen trotzdem gesprengt wurden. Jeremejew führte als erster in Kaliningrad ein privates Architekturbüro und restaurierte unter anderem die Stadthalle.

## Werkverzeichnis

### Schloss

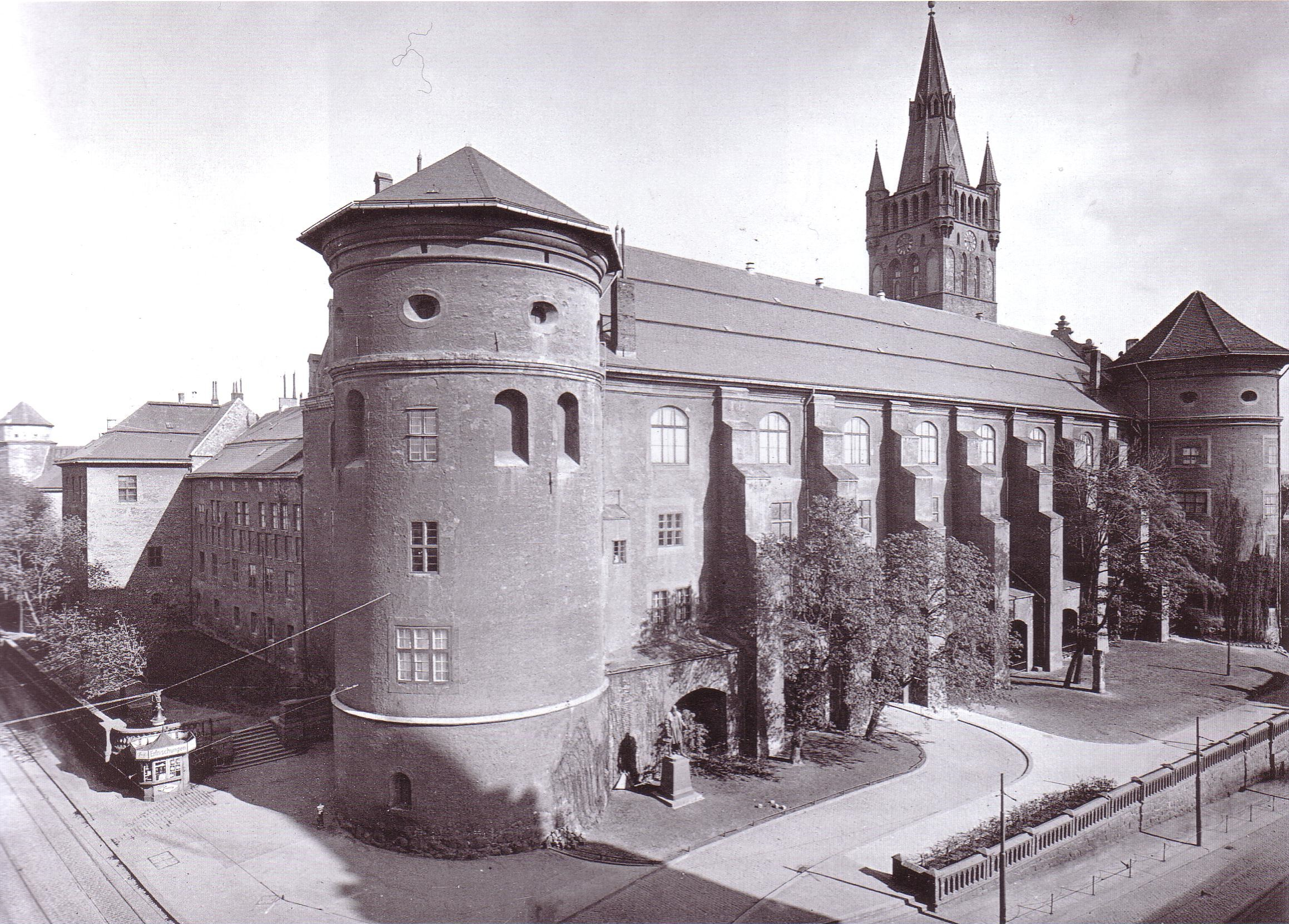
Krönungskirche der preußischen Residenz

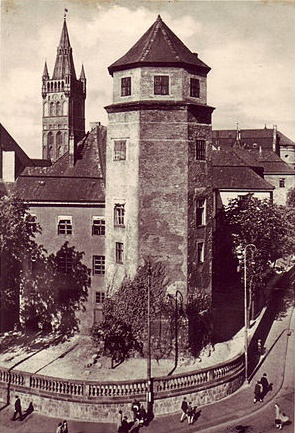
Befestigungsanlagen der preußischen Residenz

Jeremejew war 1961 Vorsitzender der Kaliningrader Sektion der Union der Architekten der UdSSR (KOSA) geworden. Als solcher kritisierte er die Tendenz, nach dem Ende der Stalin-Ära Potemkinsche Städte zu errichten. Er erklärte gegenüber der Kaliningradskaja Pravda, dass künftig klargestellt werden sollte, welche Projekte nur geplant und welche tatsächlich realisiert würden. Jeremejew wollte die Ruinen des Königsberger Schlosses und der Schlosskirche retten und versuchte, zu diesem Zweck die öffentliche Meinung zu mobilisieren. Am 30. Oktober 1965 wurde in der Literaturnaja Gazeta unter der Überschrift Erhalten wir es für die Geschichte ein offener Brief, unterschrieben von Jeremejew, L. Soskin, dem Chefarchitekten des Kaliningradgrazdahnproekt, und V. Erasov, dem Vorsitzenden der Kaliningrader Sektion des sowjetischen Schriftstellerverbandes, veröffentlicht. Sie wiesen auf die Resolution vom März 1964 hin und unterstrichen noch einmal den Wert des Schlosses für die russische Geschichte. In einem Interview über den Kampf um die Rettung des Königsberger Schlosses erklärte Jeremejew:

„Eine gewisse Zeit, wissen Sie, haben wir einen großen Kampf um die Erhaltung des Schlosses geführt. Uns ist es nicht gelungen, es erfolgreich zu verteidigen, weil der politische Einfluss in der Gesellschaft sehr stark war. Die Kommunistische Partei war damals einfach rasend, wenn man das so sagen kann. Alles Deutsche reizte sie.“

Trotzdem ordnete Breschnew die unverzügliche Sprengung des Schlosses an. Nachdem das Schloss 1965 gesprengt wurde, erklärte Jeremejew am 12. Dezember 1965 auf der Versammlung der Architektenunion seine tiefe Resignation und sein Entsetzen und betonte, dass die Konflikte mit der örtlichen Führung um den Erhalt des Schlosses, deren „fehlendes Verständnis in Fragen der Architektur“ offenbart hätten. Dazu mehr bei Hoppe:

„Entsprechend gedrückt war die Stimmung auf der Versammlung der KOSA am 12. Dezember [Jeremejew] betonte in seinem Rechenschaftsbericht, dass die ‚Scherereien‘ mit der örtlichen Führung um den Erhalt des Schlosses ‚deren fehlendes Verständnis‘ in Fragen der Architektur offenbart hätten. Ursprünglich sollte darauf der Satz folgen: Aber trotzdem hat die Führung unserer Stadt bei diesem Beispiel verstanden, daß es falsch ist, nicht auf die Architekten und die Öffentlichkeit Rücksicht zu nehmen.‘ Angesichts des Ausganges des Konfliktes strich er diese Bemerkung jedoch wieder aus seinem Manuskript.“

### Haus der Gewerkschaften
Das Haus der Gewerkschaften (russisch Дом Профсоюзов) wurde in den späten 1970er Jahren nach dem Vorbild des RGW-Gebäudes in Moskau unter der Leitung von Jeremejew im Stil Le Corbusiers erbaut. Die nach außen schwingenden Gebäudeecken wurden vom Moskauer RGW-Gebäude übernommen. Das Gebäude ruht auf Pfeilern, die auf einer leicht erhöhten Plattform stehen. Die Fassaden der oberen Geschosse sind als breite Bänder gestaltet, die sich an ihren Enden nach außen biegen. Die Stützen, auf denen das Gebäude steht, sind mit Naturstein verkleidet. Im Inneren bestehen die Wandverkleidungen aus Muschelkalkstein und Travertin, der aus Armenien stammt. Im Foyer bestehen die Böden aus Marmor, der aus Murmansk und dem Ural stammt.

### Stadthalle

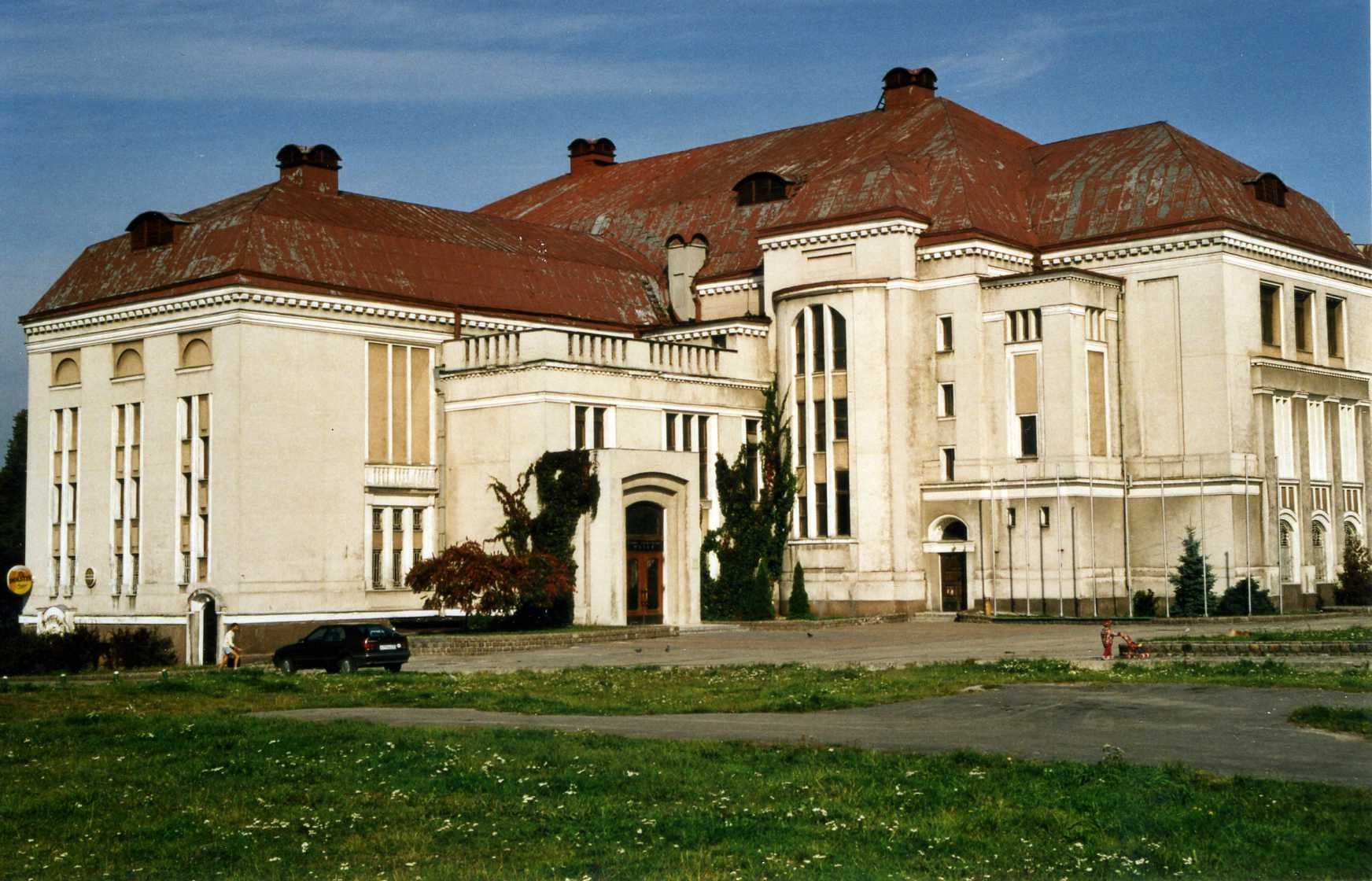
Die Stadthalle 2003

Von 1981 bis 1986 wurde die Stadthalle (Königsberg) von Wadim Jeremejew äußerlich wiederhergestellt und im Inneren als Museum eingerichtet. Das Gebäude befindet sich am früheren Königsberger Vorderroßgarten 49, heute ul. Klinitscheskaja 21, in Kaliningrad und wurde 1911/1912 nach Entwürfen des Berliner Architekten Ludwig Richard Seel erbaut. Es ist ein Beispiel für den Jugendstil: „[…] Gestalt des Baukörpers und Formen der Fenster, besonders aber die Rundungen der vier leicht vorspringenden Treppenhäuser [erinnern] an den ausklingenden Jugendstil […] Auch die Fenster der Jugendstilzeit […]“
Als Totalverlust gilt der gesamte Skulpturenschmuck des Bauwerks. An der Vorderfront waren bis 1945 vier stehende Figuren auf den Pfeilern am früheren Haupteingang zu sehen. Zudem befanden sich an der Vorderfront vier singende Maskenköpfe, die alle um 1912 von Ludwig Sauer geschaffen worden waren. An der Treppe zum Schlossteich stand eine Skulptur, bestehend aus zwei Putten, mit einem Ziegenbock spielend, 1913 von Walter Rosenberg geschaffen.

### Andere Gebäude

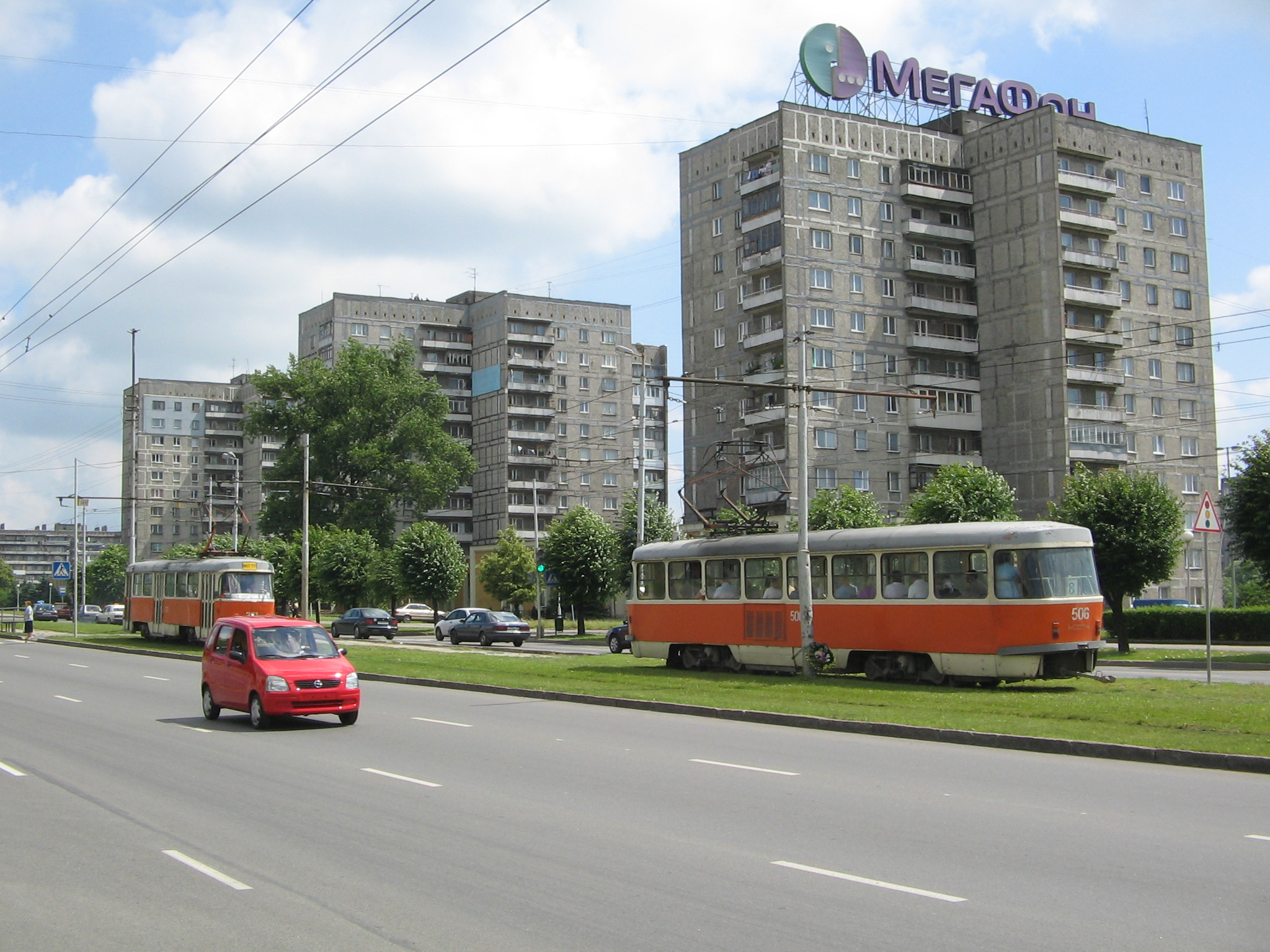
Ensemble aus zwölfgeschossigen Hochhäusern mit Ladenvorbauten auf der nördlichen Seite des Pregels (1981) mit ehemaligen Ladenvorbauten, heute Gemäldegalerie

Ein von Jeremejew erbauter Hochhaus-Komplex war der Mikrorayon 6 auf der östlichen Seite der Dominsel, außerdem das Gebäude der Kunstgalerie in Kaliningrad.

### Arbeiten aus seinem Architekturbüro

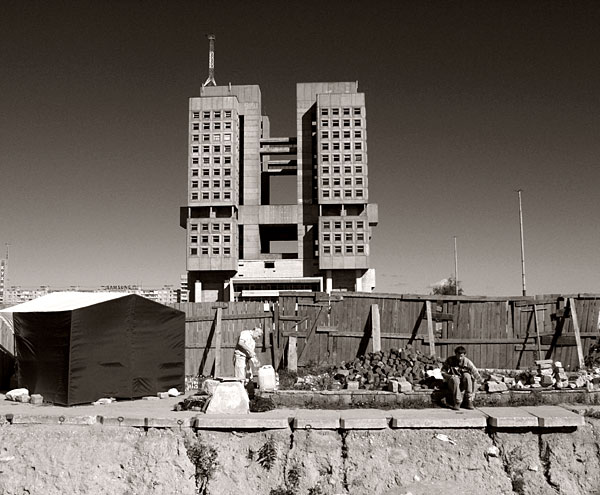
Haus der Sowjets in Königsberg: Zwillingstürme

Jeremejew eröffnete 1998 das erste private Architekturbüro der Stadt Kaliningrad. 1998 gehörte das Haus der Räte zu 70 % der Kommune; 30 % gehörten Privaten. Ein Wettbewerb war erfolgt, und Jeremejew hatte den ersten Preis gewonnen. Das Haus der Räte, das von Julian Lwowitsch Schwarzbreim entworfen wurde, sollte zum Büro- und Geschäftsgebäude umgebaut werden. Jeremejew erklärte in der Kaliningradskaja Pravda vom 23. März 1998 seine Umbaupläne. Unter Wladimir Putin wurden die Entwürfe von Jeremejew umgesetzt und das Gebäude wurde von Grund auf restauriert. Im Jubiläumsjahr gab es einen Bauboom an Einkaufszentren in Kaliningrad. Jeremejew erklärte dazu in einem Artikel der Kaliningradskaja Pravda vom 20. Mai 2004:

„Superbüros, Megamärkte und andere Einkaufszentren […] warum neue Zentren bauen, wenn man das nicht zu Ende gebaute Haus der Räte benutzen könnte ?“

Nach seinen Entwürfen entstand auch das Einkaufszentrum „Kaliningrad Passage“, ein Internationaler Einkaufs- und Hotelkomplex. Zudem auch das Einkaufszentrum „Vester“ auf dem Moskowski-Prospekt, das Einkaufszentrum „Blumenmarkt“ am Mira Prospekt (Friedensallee) und das Kinder Rechenzentrum am Moskowski-Prospekt zudem die Gebäudesanierung „Kaliningradmelioratsiya“, auch die Gebäudesanierung „Stroyvestbank“ in Kaliningrad.